# سیلور اسپرینگز (نوادا)
سیلور اسپرینگز، نوادا (به انگلیسی: Silver Springs, Nevada) یک سکونتگاه مسکونی در ایالات متحده آمریکا است که در نوادا واقع شده‌است.

## خصوصیات
سیلور اسپرینگز ۲۰۳٫۵ کیلومترمربع مساحت و ۵٬۲۹۶ نفر جمعیت دارد و ۱٬۲۸۰ متر بالاتر از سطح دریا واقع شده‌است.